# Stretto di Wetar
Lo stretto di Wetar (indonesiano: Selat Wetar) è un braccio di mare che separa la parte orientale dell'isola di Timor dall'isola Wetar. Esso si trova quindi tra gli Stati dell'Indonesia, a nord, e di Timor Est, a sud. 
A ovest dello stretto si trova l'isola Atauro, mentre ad est l'isola di Kisar. Nel suo punto più stretto, misura 36 km di larghezza.